# مانسوة زباء
مانسوة زباء (الاسم العلمي:Mansoa hirsuta) هي نوع من النباتات تتبع جنس المانسوة من الفصيلة البنيونية.